# Facteur de remplissage
 (janvier 2022).
Si vous disposez d'ouvrages ou d'articles de référence ou si vous connaissez des sites web de qualité traitant du thème abordé ici, merci de compléter l'article en donnant les références utiles à sa vérifiabilité et en les liant à la section « Notes et références ».
Le facteur de remplissage est une propriété relative aux panneaux photovoltaïques.
Il est défini comme le ratio de la puissance électrique maximale par le produit du courant de court circuit et la tension en circuit ouvert.
Le facteur de remplissage s'exprime donc par :
{\displaystyle FR={\frac {P_{max}}{I_{sc}\cdot V}}}
et est généralement exprimé en %.
Il peut être utile d'utiliser le facteur de remplissage pour déterminer le rendement de cellules photovoltaïques.